# Норт-Эрл-стрит
Норт-Эрл-стрит (англ. North Earl Street) — небольшая улица в центре Дублина, расположенная в северной части города. Ранее являлась важной коммерческой магистралью. Пролегает от Мальборо-стрит на запад до О'Коннелл-стрит у Иглы.

## История
Земля, по которой в XVIII веке, проложили Норт-Эрл-стрит, ранее принадлежала аббатству Святой Марии. В 1614 году её приобрёл Генри Мур, 1-й граф Дроэды. В 1714 году участок был продан Люку Гардинеру. Улицы, проложенные на бывших землях графа, хранят его имя в названиях: Генри-стрит, Мур-стрит, Дроэда-стрит. Норт-Эрл-стрит прежде была продолжением Генри-стрит на восток и называлась Эрл-стрит-Норт (Графская улица Севера).
В 1870 году компания «Дублинский трамвай» построила трамвайную линию, которая проходила вдоль улицы, от Тэлбот-стрит до Амьен-стрит, на север до  Доллимаунта и далее. В 1828 году Александр Том, издатель Альманаха Тома, перенёс свою типографию в дом 21 на Норт-Эрл-стрит. Здесь он не только издавал книги, но и владел магазином, работал продавцом книг и канцелярских товаров.
Во время Пасхального восстания 1916 года Норт-Эрл-стрит сильно пострадала, как и соседние О’Коннелл-стрит и Генри-стрит. Ко второму дню боёв в городе многие здания на улице сгорели, а магазины были разграблены. Большая часть зданий на Норт-Эрл-стрит восстановили в 1917 году в стиле эдвардианского барокко или имперского возрождения по проектам архитектурного бюро «О'Каллаган и Уэбб». Эти здания характеризуются использованием классических фасадов из кирпича и гранита. Тогда же был перестроен паб «Мадиган», в интерьерах которого появились витражи работы Гарри Кларка. Во время реконструкции улицы Дублинская корпорация расширила часть Норт-Эрл-стрит и Генри-стрит. Всего в полной реконструкции на Норт-Эрл-стрит нуждались одиннадцать зданий и еще три на Эрл-плейс.

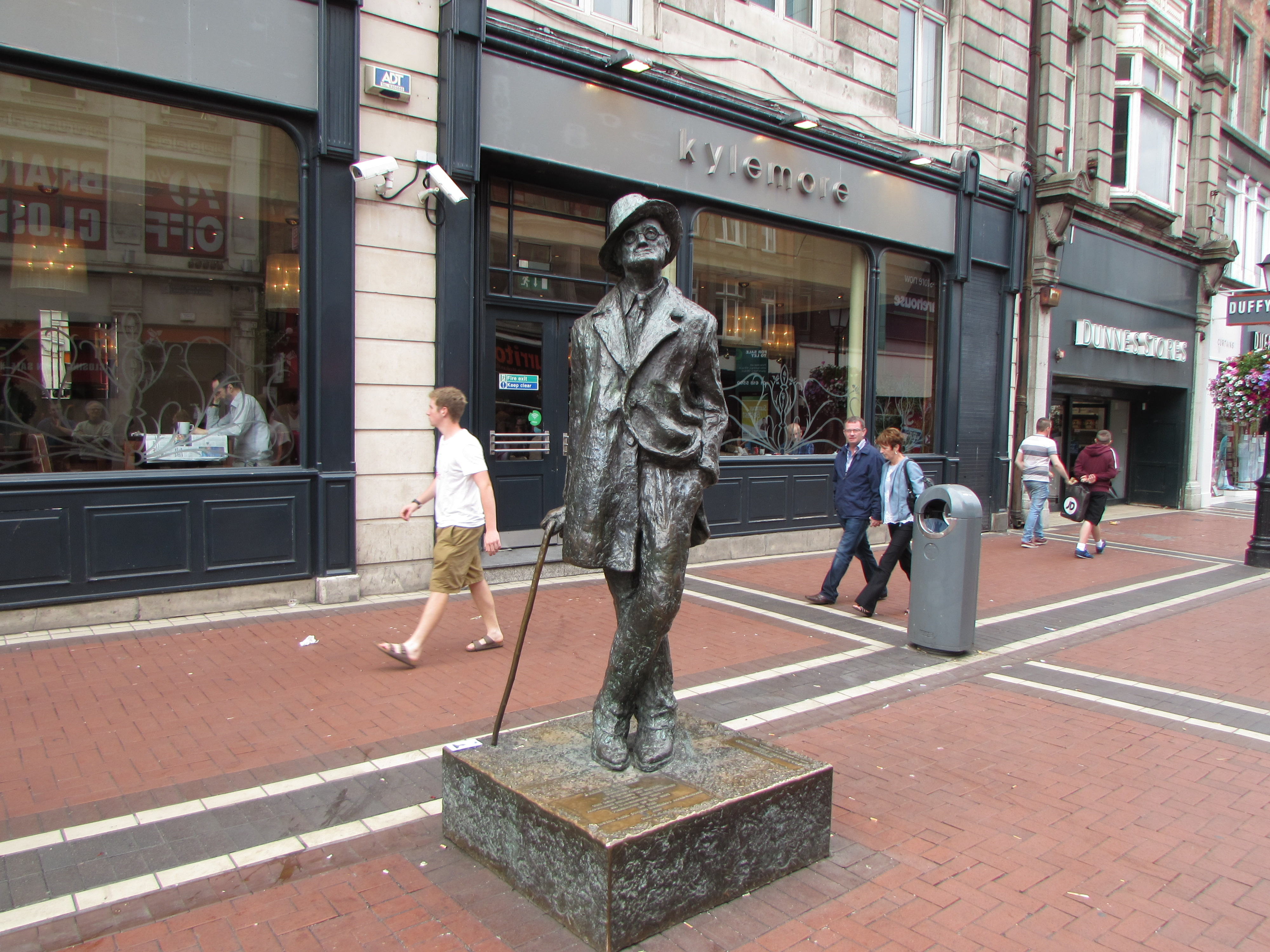
Памятник Джеймсу Джойсу

События 1916 года не затронули несколько зданий георгианской архитектуры на улице, недалеко от перекрестка с О'Коннелл-стрит, которые ныне представляют собой часть старого городского пейзажа. Одним из таких зданий является доходный дом конца 1780-х годов на углу с Мальборо-стрит. Фасады других зданий украшены лепниной викторианской эпохи. В 1921 году в отчёте Комитета по наименованию улиц Дублинской корпорации было предложено переименовать Норт-Эрл-стрит в Брайана-Бору-стрит. Однако за улицей оставили её прежнее название.
В декабре 1980 года Норт-Эрл-стрит была преобразована в пешеходную улицу. 16 июня 1990 года по заказу Деловой ассоциации центра Дублина на ней был установлен памятник писателю Джеймсу Джойсу работы скульптора Марджори Фицгиббон. В народе памятник получил прозвание «укол палкой».
Магазин слуховых аппаратов «Боновокс» в здании номер 9 на Норт-Эрл-стрит, по общему мнению, послужил источником вдохновения для Пола Хьюсона при выборе сценического псевдонима Боно.
В 1960-х годах на улице был открыт универмаг «Бойерс и компания», который в 2016 году был преобразован в «Спортс директ». В 2015 году перестал действовать универмаг «Клерис», имевший выходы на Норт-Эрл-стрит и Эрл-плейс. С середины 2010-х годов на Норт-Эрл-стрит стали открываться многочисленные дисконтные универмаги и ломбарды, что значительно ухудшило состояние улицы. В 2019 году на Норл-Эрл-стрит был открыт новый универмаг «Квартал Клерис», боковые входы которого датируются 1979 годом.